# Caral Vallis
Caral Vallis és un vallis de 64 km de diàmetre de Mercuri. Porta el nom de Caral, una antiga ciutat del Perú, i el seu nom va ser aprovat per la Unió Astronòmica Internacional el 2013.